# 和敬公主府
39°56′05″N 116°24′50″E / 39.9346182°N 116.4140175°E
和敬公主府，位于北京市东城区张自忠路（原铁狮子胡同）7号，为北京市文物保护单位。

## 历史
和敬公主府是清朝乾隆帝第三女固伦和敬公主及其驸马色布腾巴勒珠尔（又译“色布腾巴尔珠尔”）的赐第。固伦和敬公主是乾隆帝第三女，为孝贤纯皇后的生女，乾隆十二年（1747年）下嫁给蒙古科尔沁部辅国公色布腾巴勒珠尔。色布腾巴勒珠尔是达汗亲王之孙，曾经获封为和硕亲王爵位。清朝光绪年间，此处为其后人辅国公那图苏居住，故又名“那公府”。《顺天府志》记载：“那公第在铁狮子胡同。科尔沁亲王色布腾巴尔珠尔，尚高宗三女和敬公主，赐第在此，那公其后人也。”
固伦和敬公主是清朝公主中地位最高的固伦公主，其府第的等级应当和亲王相同，但实际上该府的建筑等级比亲王府低一级。乾隆《京城全图》上绘有该府的平面全图，和现状相比，主体部分的格局没有变化，局部有些改动，改动最大的地方是原来的七间后罩楼增大进深，原来属于该公主府的后部及东部已经全部划出府外。该府在中华民国时期为一政要的住宅，曾经进行了一些新式的改动，最大的改动之处是在庭院正中央添建了平顶游廊及八角凉亭。
和敬公主府如今用作一家宾馆，室内外经过多次装修，基本格局及主要建筑形式大致没有变化。

## 建筑
和敬公主府的主体院落如今尚存四进。
- 大门：该府南端正中有大门，原来是朝北的轿厅，面阔三间，带前后廊，硬山顶，明间开门，左右各带五间倒座房。
- 府门：大门以北为第一进院，院北为府门，面阔三间，带前后廊，硬山顶，左右各带有五间顺山房，东西设有“阿斯门”各三间，东阿斯门经过改造进深已经变得较浅；门的南北两侧各接顺山房五间，现已经不完整。
- 正殿：府门内为第二进院，院内的十字形通道略高于地面。第二进院北侧为正殿，面阔五间，带前后廊，硬山顶。
- 寝殿：正殿以北为第三进院，通道和第二进院相似。第三进院北侧为寝殿，面阔五间，带前后廊，硬山顶。寝殿西侧有顺山房三间，带前后廊。寝殿东侧的顺山房已拆除。
  - 厢房：第二、三进院的东西两侧对称设有四座厢房，分别为三间半、五间、七间、五间，相互连接，使这两进院形成更紧凑的整体。
- 后罩楼：寝殿以北为第四进院，院北为一座后罩楼，面阔七间，二卷，带前后廊，硬山顶，已经经过改建。后罩楼的东西两侧分别有北房三间和五间。后罩楼后面建有三层高的现代建筑。[1]